# Prionops alberti
Prionops alberti е вид птица от семейство Prionopidae. Видът е световно застрашен, със статут Уязвим.

## Разпространение
Видът е разпространен в Демократична република Конго.